# Yoyogi-kōen (métro de Tokyo)
Yoyogi-kōen (代々木公園駅, Yoyogi-kōen-eki) est une station du métro de Tokyo sur la ligne Chiyoda dans l'arrondissement de Shibuya à Tokyo. Elle est exploitée par le Tokyo Metro.

## Situation sur le réseau
La station Yoyogi-kōen est située au point kilométrique (PK) 1,0 de la ligne Chiyoda.

## Histoire
La station a été inaugurée le 20 octobre 1972.

## Services aux voyageurs

### Accès et accueil
La station se compose d'un quai central encadré par les 2 voies de la ligne Chiyoda.
En moyenne, 25 600 voyageurs ont fréquenté quotidiennement la station en 2015.

### Desserte
Ligne Chiyoda :
- voie 1 : direction Yoyogi-Uehara (interconnexion avec la ligne Odakyū Odawara pour Hon-Atsugi et Isehara)
- voie 2 : direction Ayase (interconnexion avec la ligne Jōban pour Toride)

Installations de la station
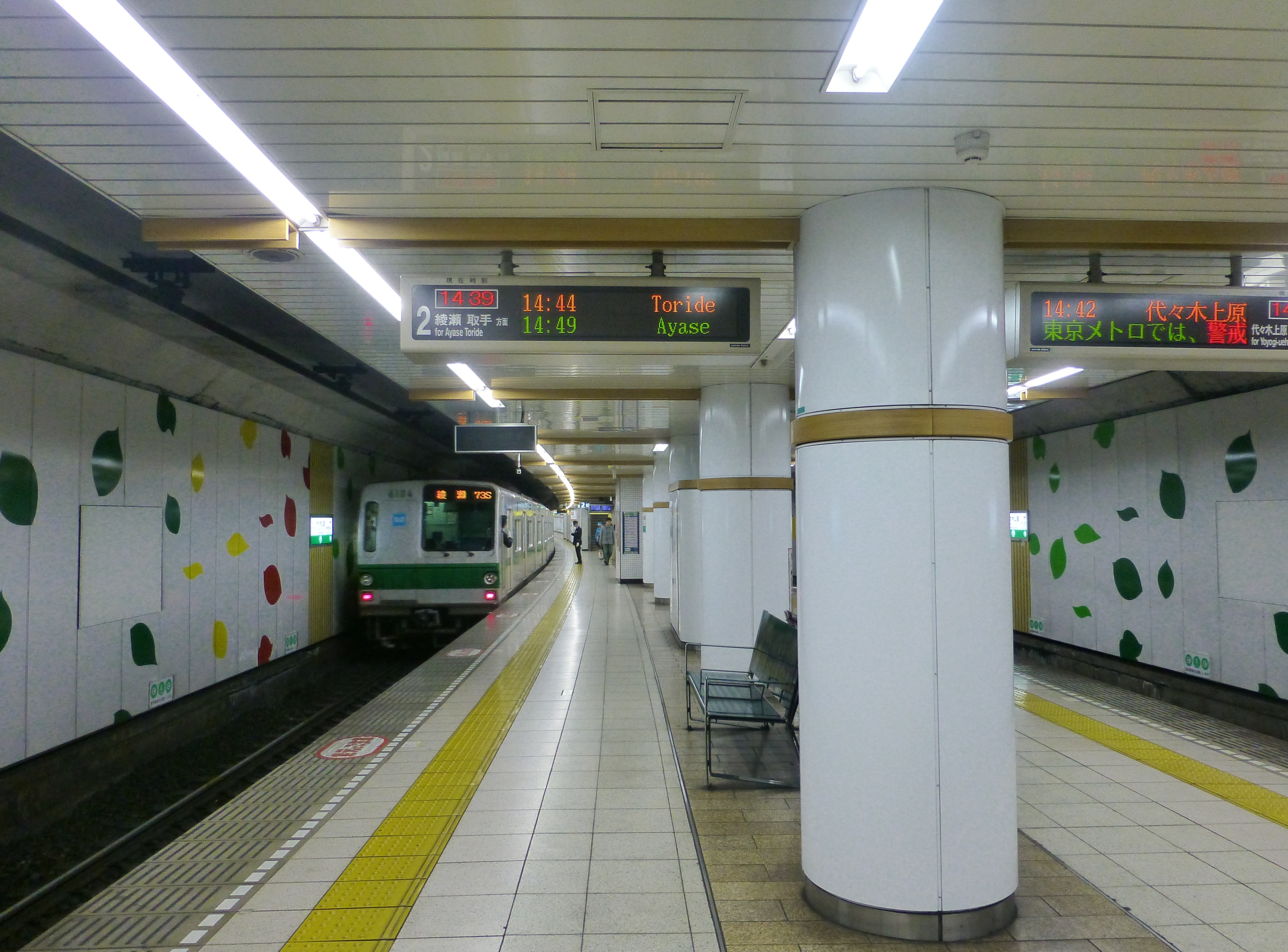
Quai de la ligne Chiyoda
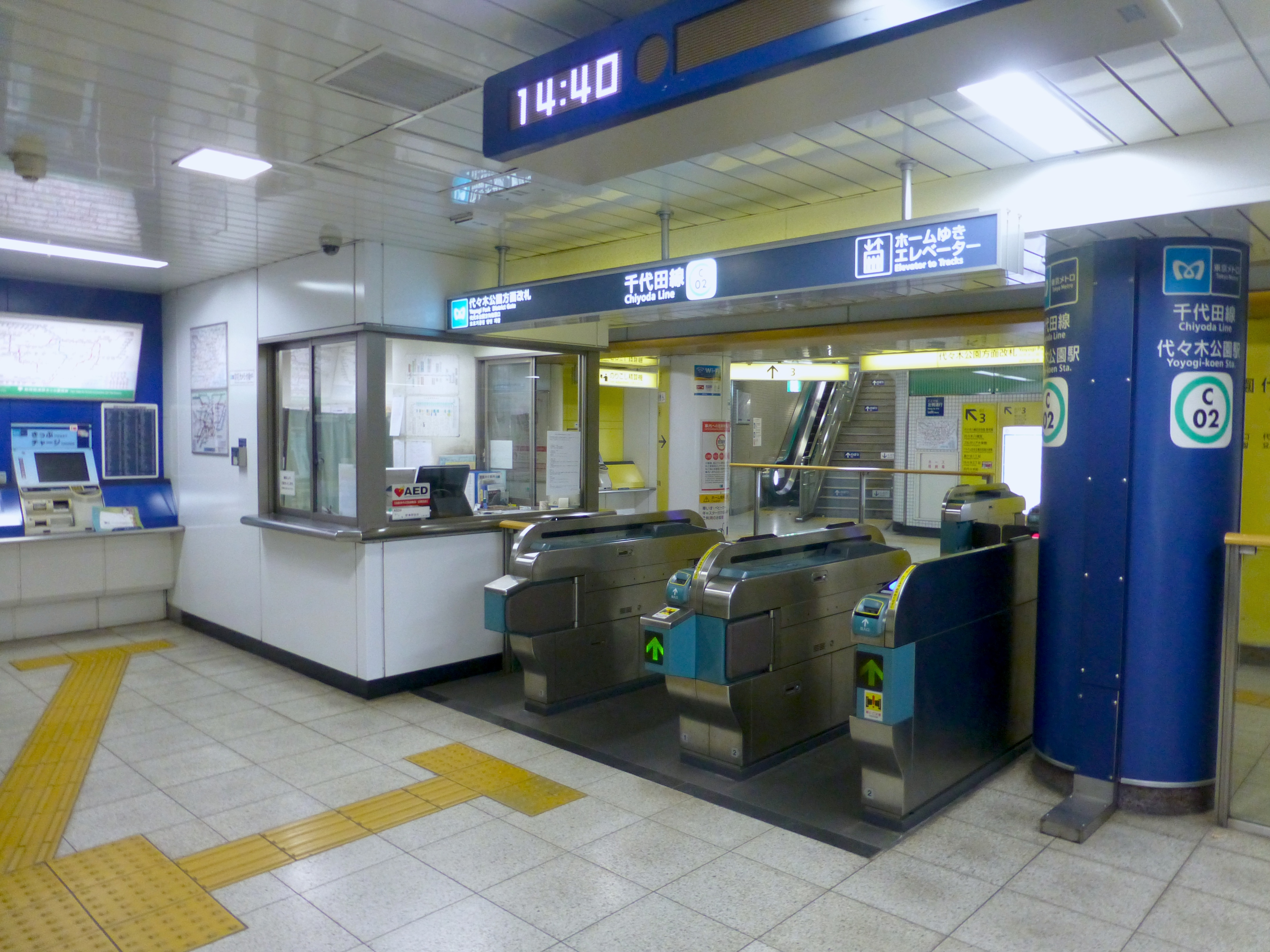
Ligne de contrôle

## À proximité
- Yoyogi-kōen